# Novoyásenskaya
Novoyasénskaya (del ruso: Ясени) es un jútor del raión de Staromínskaya del krai de Krasnodar, en Rusia. Está situado en las Tierras bajas de Kubán-Azov, en la orilla derecha del río Yáseni, 21 km al sudoeste de Starominskaya y 161 km al norte de Krasnodar, la capital del krai. Tenía 599 habitantes en 2010.
Es cabeza del municipio Novoyasénskoye, al que pertenece asimismo Yáseni.

## Historia
El jútor Starovelichkovski fue fundado en 1902 y no más tarde de 1917 fue nombrado stanitsa con el nombre actual.